# Флавіана Матата
Флавіана Матата (англ. Flaviana Matata) — танзанійська модель.

## Біографія, Кар'єра
Народилася 9 червня 1988 року в Шиньянга, Танзанія.
Флавіана у 2007 році перемогла в конкурсі Міс Танзанія. Завдяки цьому, взяла участь і у міжнародному конкурсі Міс Всесвіт 2007, де стала однією з півфіналісток. Після конкурсу нею зацікавилися модельні агентства з Барселони, Нью-Йорка і Йоганнесбурга. 
На міжнародному подіумі дебютувала в Йоганнесбурзі у 2008 році, представляючи колекції танзанійського дизайнера Mustafa Hassanali. Це призвело до того, що модель була помічена іншими. Незабаром після цього представила колекції: Tommy Hilfiger, Vivienne Westwood та Charlotte Ronson. 
У березні 2011 Матата виграла конкурс «Модель року» під час Нігерійського тижня моди в Лагосі. В даний час пов'язана з такими брендами як: Duru Olowu, Felder Felder, Fotini, Holly Fulton, Louise Gray, Meadham Kirchhoff, PPQ, Sally LaPointe.